# Велики потковичар
Велики потковичар (Rhinolophus ferrumequinum) је највећа врста потковичара (Rhinolphidae) у Европи и због њене величине немогуће је помешати са другим врстама из породице.  

## Опис врсте
Крзно великог потковичара је сиво до браон са црвенкастим или жутим нијансама. Боја вентралног крзна животиње се само благо разликује од дорзалне од које је незнатно блеђа. Величина ове врсте је, поред носног украса њена најприметнија одлика, дужина подлактице је преко 54mm, а тежина достиже и 24 грама.   

## Распрострањење
Врста је распрострањена од југозападне Европе све до Јапана, њен ареал покрива и сверозадани део Африке, централну и западну Европу са најсевернијом тачком распрострањена у Велсу. Врста се углавном налази до 800m надморске висине, са изузетком на Кавкаским планинама где се у зависности од доступности склоништа бележи и до 3000m надморске висине. 

## Станишта и склоништа
Врста по свим назнакама преферира мозаична станишта која укључују шуме, пашњаке, жбунове и дрвореде. Пашњаци који са собом доносе и стоку су важан извор хране за ову врсту како се тврдокрилци, који представљају њихов примаран плен, окупљају око балеге. 
Примарна склоништа великог потковичара на северу у великој већини чине поткровља, а на југу ареала су то већином пећине. 

## Репродуктивно понашање врсте
Током хибернације животиње су скоро потпуно покривене сопственим крилима и увек висе појединачно. Породиљске колоније броје 20-200 јединки на северу, а до 1000 јединки на југу. Млади се рађају између краја јуна и краја јула. Мужијаци касно у лето формирају копулационе колоније у пећинама, рудницима и поткровљима где их женке посећују до раног пролећа.

## Фактори угрожавања
Бројност великог потковичара је на опаду у западној Европи, а у Немачкој је потпуно ишчезао. Овом паду највише доприноси коришћење пестицида у пољопривреди и шумарству, ово има негативан утицај на доступност хране врсте што води њеном одумирању. Поред тога долази и до накупљања пестицида у организму јединки. Поред смањене доступности хране, велик утицај на бројност имају узнемиравање склоништа (поготово тавана и пећина), фрагментација и изолација станишта.

## Галерија
- Лобања
- У мрежи
- У руци